# 40. Arany Málna-gála
A 40. Arany Málna-gálán (Razzies) – az Oscar-díj paródiájaként – az amerikai filmipar 2019. évi legrosszabb filmjeit, illetve azok alkotóit díjazzák. A jelöltek listáját 1071 egyesült államokbeli és mintegy kéttucat külföldi filmrajongó, kritikus, újságíró és filmes szakember G.R.A.F.-tag állította össze. A végleges listát időtorlódás miatt 2020-ban február 8-án, a 92. Oscar-gála előtti napon hozták nyilvánosságra. A „győztesek” kihirdetésének tervezett időpontja 2020. március 14. volt. A tervek szerint a díjkiosztót a Barnsdall Gallery Színházban tartották volna meg, élő internetes közvetítéssel. A koronavírus-világjárvány miatt a szervezők az ünnepséget törölték, az eredményeket pedig végül március 16-án hirdették ki a díj hivatalos YouTube csatornáján.

## Az Arany Málna-szezon menetrendje
A díjátadó menetrendjét 2018. december 26-án hozták nyilvánosságra.
| Dátum             | Esemény                                                     |
| ----------------- | ----------------------------------------------------------- |
| 2020. január 10.  | A jelöltek kiválasztásának megkezdése e-mailen keresztül.   |
| 2020. február 2.  | A jelöltekről történő szavazás lezárása.                    |
| 2020. február 8.  | A jelöltek bejelentése.                                     |
| 2020. február 15. | A végső szavazás megkezdése e-mailen keresztül.             |
| 2020. március 1.  | A végső szavazás lezárása.                                  |
| 2020. március 14. | A 40. Arany Málna díjak bejelentésének tervezett időpontja. |
| 2020. március 16. | A díjazottakat bejelentő videó.                             |

## „Nyertesek” és jelöltek
| „Győztes” |

| Kategória | „Győztesek” és Jelöltek |
| --- | ----------------------- |
| Legrosszabb film |                         |
| Macskák, producer: Debra Hayward, Tim Bevan, Eric Fellner, Tom Hooper (Working Title Films, Amblin Entertainment, Monumental Pictures, The Really Useful Group)            |                         |
| A Madea Family Funeral, producer: Ozzie Areu, Will Areu, Tyler Perry, Mark E. Swinton (The Tyler Perry Company, Tyler Perry Studios)                                       |                         |
| Rambo V. – Utolsó vér, producer: Avi Lerner, Kevin King Templeton, Yariv Lerner, Les Weldon (Millennium Media, Balboa Productions)                                         |                         |
| The Fanatic, producer: Fred Durst, Oscar Generale, Daniel Grodnik, Bill Kenwright, John Travolta (Daniel Grodnik Productions, Fig Production Group, Media Finance Capital) |                         |
| The Haunting of Sharon Tate, producer: Eric Brenner, Daniel Farrands, Lucas Jarach (Skyline Entertainment, ETA Films, 1428 Films)                                          |                         |
| Legrosszabb előzményfilm, remake, koppintás vagy folytatás |                         |
| Rambo V. – Utolsó vér, producer: Avi Lerner, Kevin King Templeton, Yariv Lerner, Les Weldon (Millennium Media, Balboa Productions)                                         |                         |
| X-Men: Sötét Főnix, producer: Simon Kinberg, Hutch Parker, Lauren Shuler Donner, Todd Hallowell (20th Century Fox, Marvel Entertainment, Kinberg Genre)                    |                         |
| Godzilla II. – A szörnyek királya, producer: Mary Parent, Alex Garcia, Thomas Tull, Jon Jashni, Brian Rogers (Warner Bros.)                                                |                         |
| Hellboy, producer: Lawrence Gordon, Lloyd Levin, Mike Richardson, Philip Westgren, (Lions Gate)                                                                            |                         |
| A Madea Family Funeral, producer: Ozzie Areu, Will Areu, Tyler Perry, Mark E. Swinton (The Tyler Perry Company, Tyler Perry Studios)                                       |                         |
| Legrosszabb férfi főszereplő |                         |
| John Travolta – The Fanatic és Trading Paint, mint Sam Munroe |                         |
| James Franco – Zeroville, mint Vikar |                         |
| David Harbour – Hellboy, mint Hellboy / Anung Un Rama |                         |
| Matthew McConaughey – Vihar előtt, mint Baker Dill |                         |
| Sylvester Stallone – Rambo V. – Utolsó vér, mint John Rambo |                         |
| Legrosszabb női főszereplő |                         |
| Hilary Duff – The Haunting of Sharon Tate, mint Sharon Tate |                         |
| Anne Hathaway – Csaló csajok és Vihar előtt, mint Josephine Chesterfield és Karen Zariakas                                                                                 |                         |
| Francesca Hayward – Macskák, mint Victoria, a Fehér Macska |                         |
| Tyler Perry – A Madea Family Funeral, mint Medea |                         |
| Rebel Wilson – Csaló csajok, mint Penny |                         |
| Legrosszabb férfi mellékszereplő |                         |
| James Corden – Macskák, mint Bustopher Jones |                         |
| Tyler Perry – A Madea Family Funeral, mint Joe |                         |
| Tyler Perry – A Madea Family Funeral, mint Heathrow nagybácsi |                         |
| Seth Rogen – Zeroville, mint Viking Man |                         |
| Bruce Willis – Üveg, mint David Dunn / Az Oltalmazó |                         |
| Legrosszabb női mellékszereplő |                         |
| Rebel Wilson – Macskák, mint „A vén Gömböc macska” |                         |
| Jessica Chastain – X-Men: Sötét Főnix, mint Vuk |                         |
| Cassi Davis – A Madea Family Funeral, mint Betty Ann "Aunt Bam" Murphy |                         |
| Judi Dench – Macskák, mint „Vén Szórakaténusz” |                         |
| Fenessa Pineda – Rambo V. – Utolsó vér, mint Gizelle |                         |
| Legrosszabb filmes páros |                         |
| Bármely két félig macska / félig ember szőrpamacs – Macskák |                         |
| Jason Derulo és az ő CGI-ivartalanított kidudorodása – Macskák |                         |
| Tyler Perry és Tyler Perry (vagy Tyler Perry) – A Madea Family Funeral |                         |
| Sylvester Stallone és az ő erőtlen dühe – Rambo V. – Utolsó vér |                         |
| John Travolta és bármilyen forgatókönyv, amit elfogad |                         |
| Legrosszabb rendező |                         |
| Tom Hooper – Macskák |                         |
| Fred Durst – The Fanatic |                         |
| James Franco – Zeroville |                         |
| Adrian Grunberg – Rambo V. – Utolsó vér |                         |
| Neil Marshall – Hellboy |                         |
| Legrosszabb forgatókönyv |                         |
| Macskák – Lee Hall, Tom Hooper |                         |
| A Madea Family Funeral – Tyler Perry |                         |
| Hellboy – Andrew Cosby |                         |
| Rambo V. – Utolsó vér – Matthew Cirulnick, Sylvester Stallone |                         |
| The Haunting of Sharon Tate – Danial Farrands |                         |
| „Az emberi élet és a közjavak leggondatlanabb semmibevétele” |                         |
| Rambo V. – Utolsó vér |                         |
| Hellboy |                         |
| Joker |                         |
| Kegyetlen zsaruk |                         |
| The Haunting of Sharon Tate |                         |
| Arany Málna-megváltó díj |                         |
| Eddie Murphy – A nevem Dolemite |                         |
| Jennifer Lopez – A Wall Street pillangói |                         |
| Keanu Reeves – John Wick: 3. felvonás – Parabellum és Toy Story 4. |                         |
| Adam Sandler – Csiszolatlan gyémánt |                         |
| Will Smith – Aladdin |                         |

### A kategóriákban előforduló filmek
Az „Arany Málna-megváltó díj” kategória alkotásai kivételével.
| Jelölés | Díj | Magyar cím                        | Eredeti cím                    |
| ------- | --- | --------------------------------- | ------------------------------ |
| 9       | 6   | Macskák                           | Cats                           |
| 8       | 0   | –––                               | A Madea Family Funeral         |
| 8       | 2   | Rambo V. – Utolsó vér             | Rambo V: Last Blood            |
| 5       | 0   | Hellboy                           | Hellboy                        |
| 4       | 1   | –––                               | The Haunting of Sharon Tate    |
| 3       | 1   | –––                               | The Fanatic                    |
| 3       | 0   | –––                               | Zeroville                      |
| 2       | 0   | Csaló csajok                      | The Hustle                     |
| 2       | 0   | X-Men: Sötét Főnix                | Dark Phoenix                   |
| 2       | 0   | Vihar előtt                       | Serenity                       |
| 1       | 0   | Godzilla II. – A szörnyek királya | Godzilla: King of the Monsters |
| 1       | 0   | Joker                             | Joker                          |
| 1       | 0   | Kegyetlen zsaruk                  | Dragged Across Concrete        |
| 1       | 1   | –––                               | Trading Paint                  |
| 1       | 0   | Üveg                              | Glass                          |